# Cameros Blues Festival
Cameros Blues Festival es un festival internacional de blues y música americana de raíz que se celebra en la Sierra de Cameros (La Rioja). Su primera edición tuvo lugar en el 2013 en Laguna de Cameros y desde entonces viene celebrándose anualmente en esa localidad riojana. El festival lo organiza la asociación Cameros Blues en colaboración con la Asociación de Amigos y Amigas de Laguna de Cameros y el Ayuntamiento de la localidad.  

## Ediciones

### Cameros Blues Festival 2013
La primera edición de este festival contó con artistas como Nico Wayne & Michel Foizon, Paul San Martin, Dixiemulando, Boogie Riders, Carlos Onis & Almas Gemelas y Monsters Night Blues.

### Cameros Blues Festival 2014
Tras la exitosa primera edición, la organización apostó muy fuerte por este festival, y logró traer a artistas de la talla de Tonky de la Peña (Tonky blues band) y Ms Nickki & The Memphis Soul Connection. Otros artistas del cartel fueron Naked Blues, The Reverendos, El Último Tren, Los Brazos, Yerri Jazz Band, Animal Blues, Monsters Night Blues y Wax & Boogie

### Cameros Blues Festival 2015
Una vez más, y ya más asentado el festival, se contó con artistas internacionales como Boney Fields, DJ Ecklectic Mick y Koko Jean & The Tonics. También se contó con Quique Gómez y Curro Serrano, _azk_, The William Folkners, The Romanticos, A Contra Blues y Biribay Big Band.

### Cameros Blues Festival 2016
Un viaje por la larga y sinuosa carretera que parte de Chicago con el blues de la Robert Smith Blues Band y Sweet Marta y sus Blues Workers, pasa por Nueva Orleans, donde se impregna de los colores de la J&P Brass Band, se dirige después hacia el sur donde suena el country-hillbilly de los Tomaccos, vira peligrosamente hacia el rock de la mano de Last Fair Deal y Stupiditos, y se pierde finalmente en los inexplorados territorios fronterizos en los que habitan Flamingo Tours, Las Balas Perdidas y el inclasificable Son of Dave. 

### Cameros Blues Festival 2017
Apoteósico final de los Travellin' Brothers en esta fantástica edición del festival, con su cantante predicando el blues desde los balcones del pueblo. Blues de todos los colores en Laguna, desde el más clásico, de la mano de Piris y Picón o Edu Big hands, a propuestas más diversas y coloristas provinientes del funk con Maldito Swing, del soul con Vanessa o del rockabilly con Doghouse Sam & His Magnatones. No faltó tampoco una buena dosis de swing y jazz con los Crazy Jazzers, Dr. Maha y Los Saxos del Averno que hicieron las delicias de los Lindy Hoppers. 

### Cameros Blues Festival 2018
En la última edición del Cameros Blues Festival se ha contado con dos grandes estrellas del Blues Internacional, Mike Sánchez y John Primer, nominado este último al premio Grammy y ganador del Blues Music Award. Otros grupos presentes fueron Alice & the Wonders, Osidados, Jaime Ricketts & the blues Willies, Bilá blues band, Joe Ventisca & the Huckelberries, Big Bob Railroad, Swing Machine Orchestra y Los Hermanos Cubero.

## Actividades
Además de disfrutar de la mejor música blues, en este festival se proponen diferentes actividades, como la degustación de quesos cameranos, disfrutar del parque estelar de Laguna de Cameros,  paseo por los montes de Laguna de Cameros, mercado de artesanías, talleres de baile y comidas populares.